# Никитин, Павел Николаевич
Павел Николаевич Никитин (родился 7 июля 1907 год в селе Вукогурт Вятской губернии — умер 1972) — председатель Совета Министров Удмуртской АССР (1948—1952).

## Биография
Окончил Удмуртский педагогический техникум, был членом РКП(б)/ВКП(б), в 1927—1929 гг. преподавал в школе и на рабочем факультете в Ижевске, в 1929—1930 гг. руководил районным отделением хозяйства в Вотской автономной области (затем Удмуртская автономная область), в 1930—1931 гг. был директором Глазовского техникума в Вотской автономной области.
В 1931—1933 гг. — начальник организационно-инструкторского отдела исполнительного комитета Вотской автономной области, в 1933—1935 гг. — начальник районного отдела сельского хозяйства в Удмуртской автономной области/Удмуртской АССР, в 1935—1937 гг. — председатель исполнительного комитета райсовета в Удмуртской АССР, в 1937—1938 гг. — председатель кадрового организационного комитета села Пычеж в Удмуртской АССР.
В 1938—1940 директор школы механизаторов в Сарапуле, в 1940—1943 гг. — заместитель начальника сельскохозяйственного отдела Удмуртского областного комитета ВКП(б), с 1943 г. до июня 1948 гг. — секретарь Удмуртского областного комитета ВКП(б), с 9 июня 1948 до 19 августа 1952 года — председатель Совета Министров Удмуртской АССР.
Награждён орденом Ленина и орденом Трудового Красного Знамени.